# ایکوتون
ایکوتون (انگلیسی: Ecotone) شرکت صنایع غذایی فرانسوی است، که در سال ۱۷۶۵ تأسیس شد.